# 魯德尼亞 (布羅瓦里區)
50°39′30″N 31°0′7″E / 50.65833°N 31.00194°E
魯德尼亞（烏克蘭語：Рудня）是位於烏克蘭北部的村莊，由基辅州布羅瓦里區的大季梅爾卡市鎮負責管轄。該村始建於1628年，面積3.77平方公里，海拔高度113米，2001年人口2,251，人口密度每平方公里597.1人。